# Кадуна
Каду́на (англ. и хауса Kaduna) — город в северной части центральной Нигерии, административный центр одноимённого штата. Город расположен на реке Кадуна, является торговым центром и перевалочным пунктом для соседних сельскохозяйственных районов (хлопок, имбирь, дурра) благодаря расположенным в городе узлам железных и автомобильных дорог. Население — 760 084 человек по переписи 2006 года.

## Этимология
Название по расположению на реке Кадуна. Гидроним, в свою очередь, происходит от хауса kaduna — «крокодилы, крокодилье место». Крокодил также является символом города.

## Климат
| Показатель | Янв. | Фев. | Март | Апр. | Май  | Июнь | Июль | Авг. | Сен. | Окт. | Нояб. | Дек. | Год  |
| --- | ---- | ---- | ---- | ---- | ---- | ---- | ---- | ---- | ---- | ---- | ----- | ---- | ---- |
| Средний суточный максимум, °C                                                                                            | 32   | 33   | 35   | 35   | 32   | 30   | 28   | 27   | 29   | 32   | 33    | 32   | 31,6 |
| Средняя температура, °C                                                                                                  | 23,2 | 24,9 | 26,9 | 28,6 | 27,4 | 25   | 23,6 | 23,3 | 23,9 | 25   | 23,9  | 22,9 | 25   |
| Средний суточный минимум, °C                                                                                             | 15   | 16   | 19   | 22   | 22   | 21   | 20   | 19   | 19   | 19   | 16    | 14   | 18,5 |
| Норма осадков, мм | 0    | 2    | 8    | 61   | 125  | 167  | 212  | 284  | 249  | 80   | 4     | 0    | 1192 |
| Источник: http://www.climatedata.eu/climate.php?loc=nizz0001&lang=en, http://www.levoyageur.net/weather-city-KADUNA.html |      |      |      |      |      |      |      |      |      |      |       |      |      |

## История
Кадуна была основана англичанами в 1913 году и в 1917 году стала административный центром Северной Нигерии. Она находилась в этом статусе до 1967 года.
В городе родились Эммануэл и Селестин Бабаяро, Виктор Мозес и Рашиди Йекини (нигерийские футболисты), а также Фиона Фуллертон (британская актриса, известна по роли одной из девушек Джеймса Бонда).
Исторически Кадуна находится на территории народа гбари, однако сейчас сами гбари составляют в городе меньшинство и населяют в основном окраины.

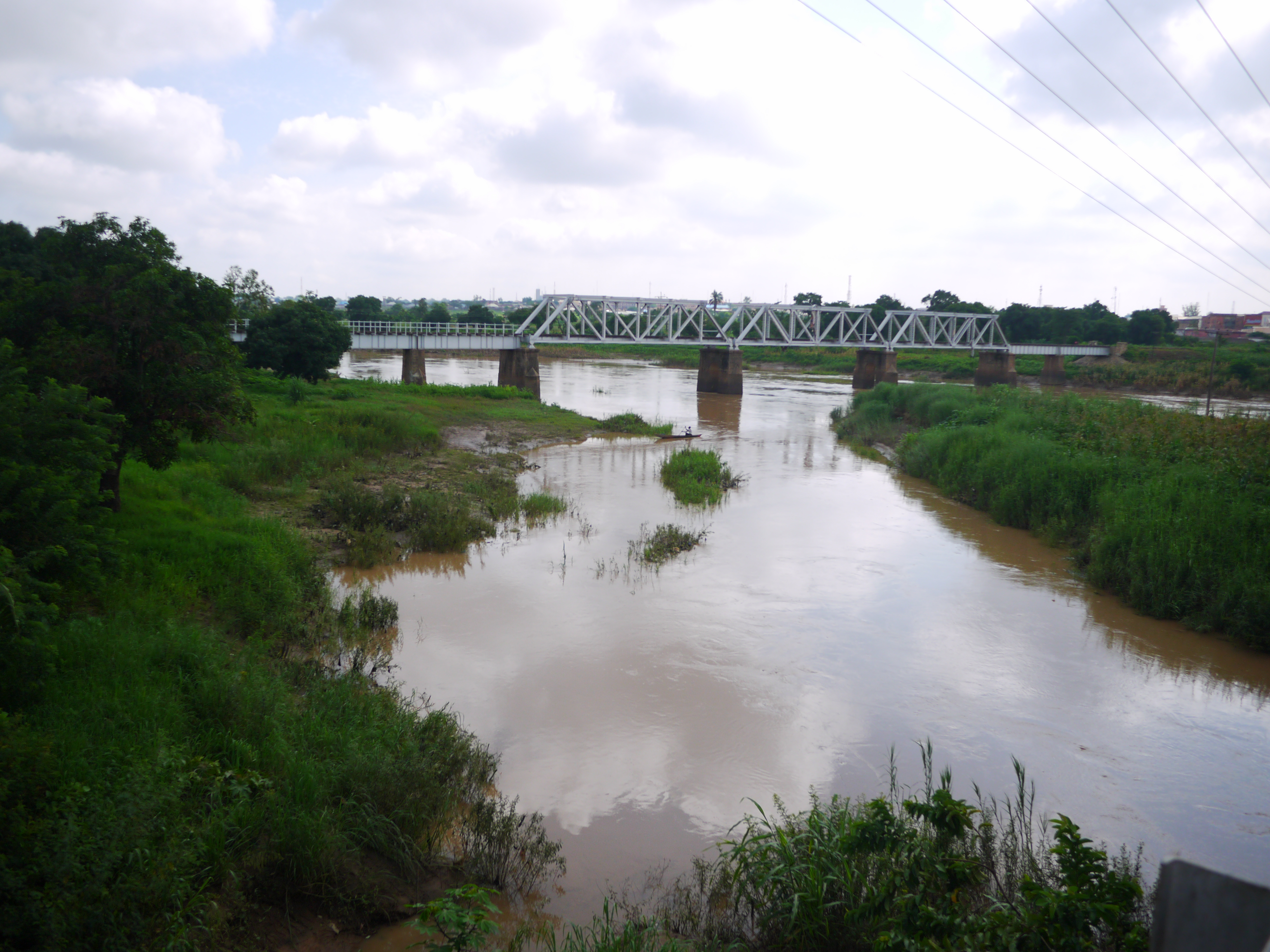
Река Кадуна и старый железнодорожный мост

### Религиозное противостояние
Из-за своего многоконфессиональности Кадуна является местом жестокой борьбы между мусульманами и христианами, особенно возросшей после введения в штате закона шариата в 2001 году. Один из инцидентов произошёл в феврале 2000 года, когда во время ожесточённого бунта погибло около 1000 человек. Город остаётся разделённым до сих пор, при этом мусульмане проживают в основном на севере, а христиане — на юге.
Другой инцидент произошёл в 2002 году; поводом к нему послужила статья, опубликованная в одной из газет Лагоса, где рассказывалось о проходящем в столице Абудже конкурсе Мисс Мира, и автором было высказано предположение, что если бы пророк Мухаммад посетил это шоу, то обязательно женился бы на одной из участниц. Ответом стали массовые акции протеста. Главными мишенями для нападений стали церкви: мусульманами было сожжено более двадцати. В отместку христиане сожгли 8 мечетей. Также сгорело несколько отелей. Городу был нанесён значительный ущерб, а 11 000 человек остались без крова. Также целенаправленно поджигались местные отделения газеты, опубликовавшей статью. В итоге тысячи человек были вынуждены бежать из города. Волнения перекинулись и на столицу — Абуджу. После четырёх дней беспорядков, службы охраны правопорядка подавили волнения и арестовали несколько сотен зачинщиков. Был введён временный комендантский час; тем не менее, отдельные убийства продолжались. На улицах и в моргах насчитали 215 тел, убитыми находили целые семьи. 1000 человек получили ранения. Тела жертв были похоронены сразу же после окончания беспорядков. Участники беспорядков из числа мусульман были осуждены судом шариата, из числа христиан — светским судом. Издатель газеты, статья в которой вызвала беспорядки, был арестован, а автор статьи уволился и эмигрировал в Норвегию.
Кадуна известна также как место, где вырос Умар Фарук Абдулмуталлаб, пытавшийся совершить террористический акт на борту рейса 253 Northwest flight в декабре 2009 года.

## Образование

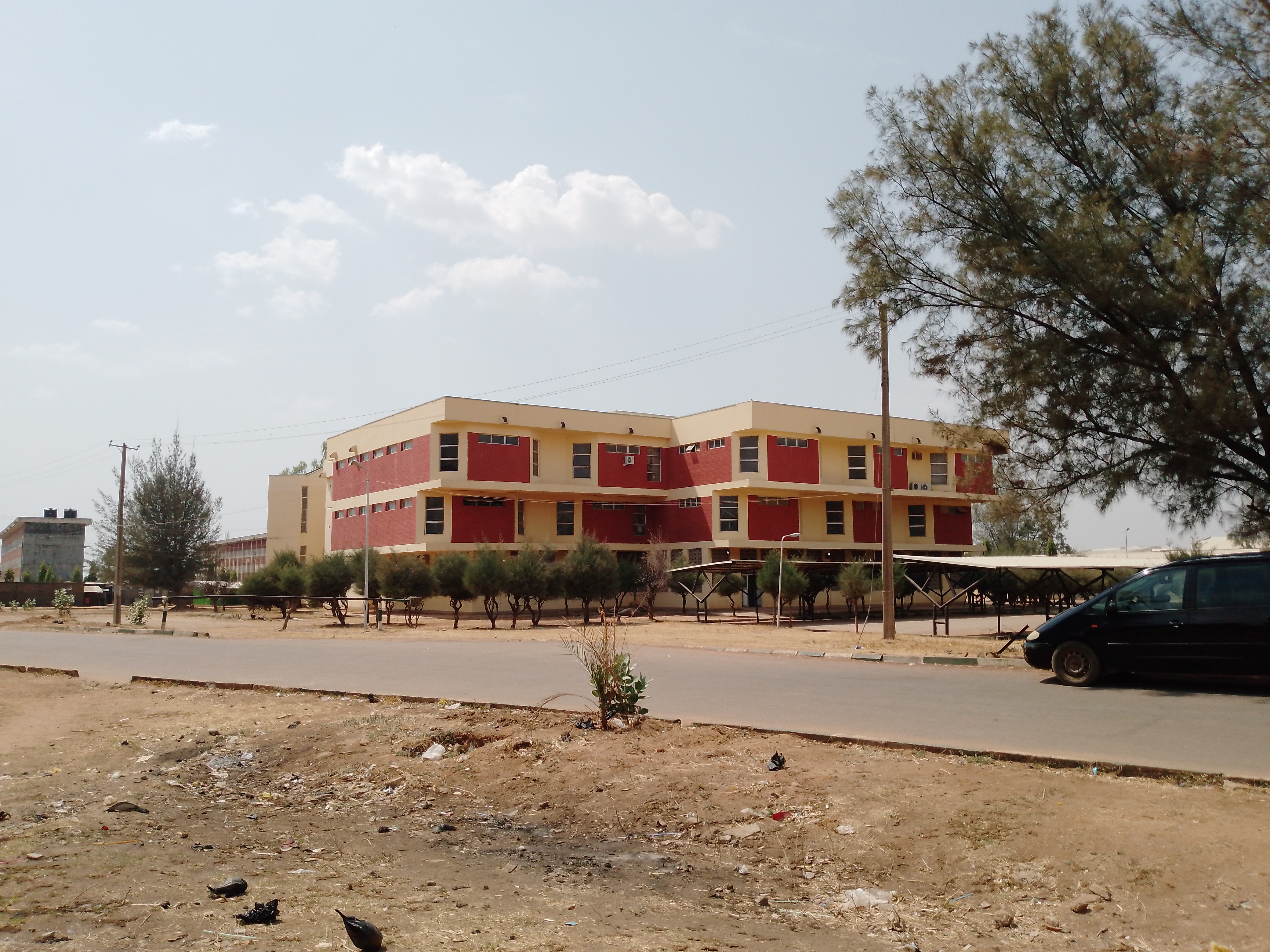
Политехнический институт Кадуны

В городе расположены полицейский колледж (Police college Kaduna) полиции Нигерии (основан в 1964 году), Политехнический институт Кадуны (с 1968), Национальный учительский институт Кадуны (National Teachers' Institute Kaduna, 1976), учебный центр (Kaduna Study Centre) Национального открытого университета Нигерии, Государственный университет Кадуны (с 2007) и Нигерийский институт изучения трипаносомоза (Nigerian Institute for Trypanosomiasis Research, NITR, с 1951).
В Зариа расположен Университет Ахмаду Белло (с 1962) и Нигерийский институт авиационных технологий.

## Экономика и транспорт

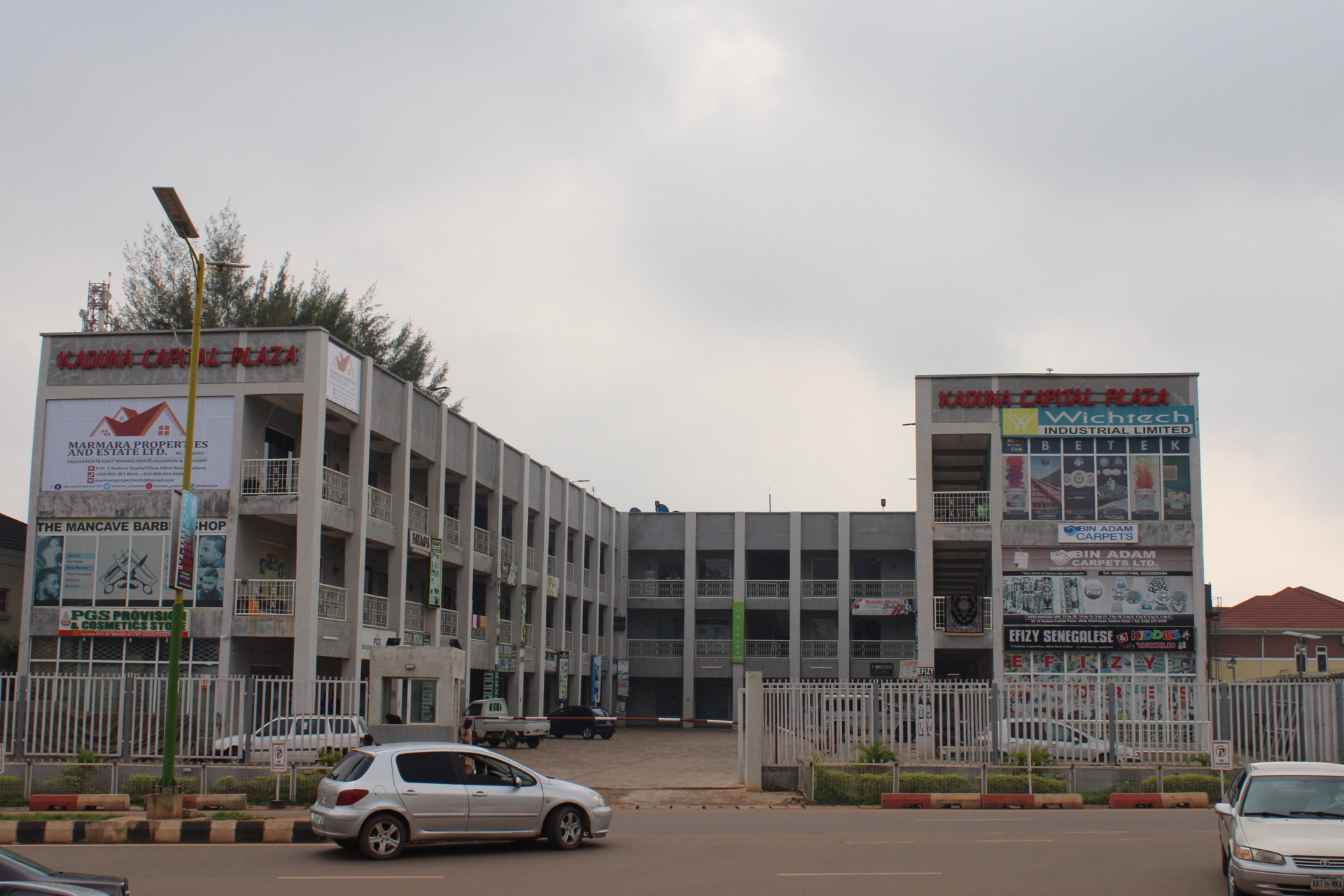
Торговый центр в Кадуне

Город является важным промышленным центром Северной Нигерии; в городе производится продукция текстильной и машиностроительной отраслей, сталь, алюминий и нефтепродукты, а также подшипники. В Кадуне находится прядильно-ткацкая хлопчатобумажная фабрика. Высоко ценится глиняная посуда, производимая в городе. В городе расположен большой рынок, восстановленный после серьёзного пожара в середине 1990-х годов.
Через город проходит автомагистраль A2. Параллельно ей проходит улица имени Ахмаду Белло — Ahmadu Bello Way. Многие места в городе носят имена бывших султанов, эмиров и награждённых героев Гражданской войны в Нигерии.
В городе расположены 2 аэропорта, в том числе, аэропорт Кадуны. Головной офис компании Chanchangi Airlines («Чанчанджи Эйрлайнз») расположен в Кадуне.
Кадуна является узлом Западной (Лагос — Кано, общая протяженность 1315 км) и Восточной (Порт-Харкорт — Кадуна) железнодорожных магистралей, связывающих морское побережье с глубинными районами страны. В январе 2018 года открыт участок европейской колеи длиной 186 километров Кадуна — Абуджа. Строительство вела китайская корпорация China Civil Engineering Construction Corporation. Стоимость строительства участка 876 млн долларов США, общая стоимость контракта — 8,3 млрд долларов. Финансировал строительство Эксим банк Китая.

## Спорт

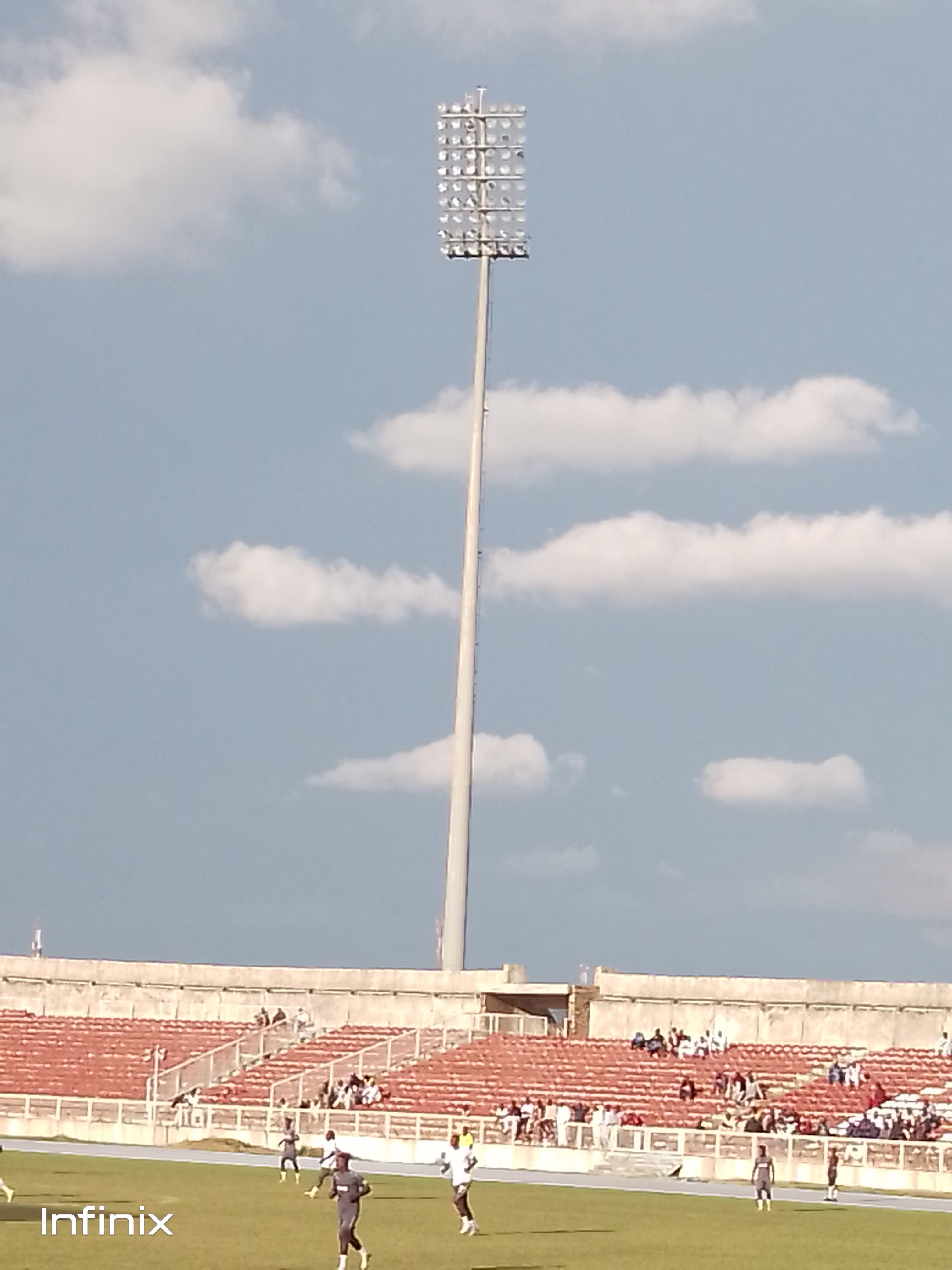
Стадион Кадуны

В городе имеется большой велотрек с длиной окружности около мили (1,6 км), внутри которого расположены клуб поло имени Ахмаду Якубо и регбийный клуб Kaduna Crocodiles RFC («Кадуна Крокодайл», хотя Кадуна и местные регбисты пока не очень известны в спортивной жизни страны).

## Природа
В 14 км от города находится национальный парк Камуку.

## Известные уроженцы
- Амокачи, Дэниел (род. 1972) — нигерийский футболист.
- Бабангида, Тиджани (род. 1973) — нигерийский футболист.
- Бабаяро, Селестин (род. 1978) — нигерийский футболист.
- Йекини, Рашиди (1963—2012) — нигерийский футболист.